# Else Preussner

Innenraum mit Stillleben; Öl auf Leinwand

Elisabeth Martha Konstantia „Else“ Preussner, auch: Preußner, (* 20. April 1876 in Jordanhütte, Gemeinde Misdroy auf der Insel Wollin, jetzt polnisch: Grodno; † 2. September 1954 in Berlin) war eine deutsche Malerin und Illustratorin.
Else Preussner studierte an der Schule des Vereins der Berliner Künstlerinnen (VdBK) bei Hans Baluscheck, Martin Brandenburg, Leo von König und Max Uth. Sie stellte auf der Großen Berliner Kunstausstellung sowie bei den Ausstellungen des VdBK aus. Außerdem schuf sie zahlreiche Illustrationen für Kinderbücher.
Sie starb unverheiratet 1954 im Alter von 78 Jahren in ihrer Wohnung in Berlin-Schöneberg.